# Josh Wagenaar
Joshua Frederick Wagenaar (Ontario, 26 febbraio 1985) è un ex calciatore canadese, portiere.